# Греко, Пейдж
Пейдж Греко (англ. Paige Greco: род. 19 февраля 1997) ― австралийская паралимпийская велогонщица. Чемпионка мира 2019 года. Она стала первым победителем Паралимпиады в Токио завоевав золото в индивидуальной гонке преследования на 3000 метров в гонке на треке. При этом установив новый рекорд мира — 3 минуты 50,815 секунды.

## Биография
Родилась 19 февраля 1997 года в Австралии. У Греко церебральный паралич, который в основном поражает правую часть её тела. Она получила степень в области физических упражнений в Университете Южной Австралии.
Греко классифицируется как велогонщик класса C3. До того, как заняться велоспортом, Греко была многообещающим легкоатлетом. В 2018 году Греко переехала из Виктории в Институт спорта Южной Австралии, где её тренировала Лоз Шоу.
На чемпионате мира UCI по пара-велоспорту на треке в Апелдорне, Нидерланды, она выиграла золотые медали в гонках преследования на 3 км C3 и гонке на время 500 м C3 среди женщин. В квалификации к финалу женской гонки преследования на 3 км, время Греко (4 минуты 0,206 секунды) побило существующий мировой рекорд на три секунды. В гонке на время на 500 м C3 её время 39,442 секунды побило предыдущую отметку почти на две секунды. Она также завоевала серебряную медаль в женском скрэтче C3.
На чемпионате мира 2019 UCI по шоссейному пара-велоспорту в городе Эммен, Нидерланды, она завоевала золотую медаль индивидуальной гонке C3 и стала пятой в групповой гонке C3 женщин.
На чемпионате мира 2020 UCI по трековому пара-велоспорту Милтоне, Онтарио, она выиграла золотую медаль в индивидуальной гонке преследования среди женщин C3.

## Паралимпийские игры 2020 в Токио
Пейдж Греко на своих первых Паралимпийских играх в Токио выиграла индивидуальную гонку преследования на 3000 м среди женщин C1-3, установив мировой рекорд в гонке за золотой медалью — 3: 50,815. И завоевала две бронзовые награды в шоссейной программе — групповой и индивидуальной гонках.

## Признание
2019 — Велогонщица года в Австралии, женская пара.